# Valdo
Valmiro Lopes Rocha, más conocido como Valdo (Villaseca, Villablino, provincia de León, España, 23 de abril de 1981), es un exfutbolista hispano-caboverdiano, internacional con la selección de Cabo Verde, después de jugar en la Selección de fútbol de España. Ha jugado más de 250 partidos en Primera División de España con diferentes equipos. Su demarcación es la de centrocampista o delantero y su equipo actual es el CD Izarra de Segunda B.

## Trayectoria
Valdo nació en Villaseca, en la comarca de Laciana (León), donde sus padres, originarios de Cabo Verde, habían emigrado para trabajar en las minas de carbón. Con 5 años, sus padres se separaron dejándole interno en un Centro Residencial de Menores Santa María del Parral donde estableció una relación muy especial con la hermana Sor Marina que fundó el Parral CF, equipo y que inspiró la película Llenos de gracia (2022).
Valdo dio sus primeros pasos en el fútbol sala y posteriormente se enroló en el Pozuelo de Alarcón madrileño hasta que en edad juvenil llamó la atención de un ojeador del Real Madrid, que lo incorporó a sus categorías inferiores.
La temporada 2001/02 debutó con el primer equipo madridista, en un partido de liga de Primera División, en el cual jugó 50 partidos a lo largo de la temporada.
En el mercado de fichajes fichó por el Club Atlético Osasuna, equipo en el que logró disputar la Final de la Copa del Rey, clasificándose para la Champions League al quedar 4.º en Liga, jugando la Fase Previa de dicha competición ante el Hamburgo alemán, ese mismo año conseguiría llegar hasta las Semifinales de la Copa de la UEFA contra el Sevilla FC que sería posteriormente el campeón. En la temporada 2007-2008, Valdo ficha por el RCD Espanyol. El jugador debutó en el partido amistoso durante la pretemporada de la liga 2007/2008 que enfrentó al Espanyol y al CF Peralada.
El 14 de julio de 2009, el RCD Espanyol lo cede al Málaga CF andaluz. Al finalizar la temporada, el club malacitano no ejerce la opción de compra.
El 13 de agosto de 2010, Valdo acuerda rescindir su contrato con el RCD Espanyol para recalar así en el Levante UD comprometiéndose con la entidad granota donde desarrolla un gran fútbol consiguiendo la clasificación para Europa League.
Finalmente tras dos buenas campañas en su paso por el Levante, es traspasado al Club de Fútbol Atlante. A pesar de llegar como una figura al fútbol mexicano, y debido a una polémica lesión que dio más problemas de los esperados, debido a un mal tratamiento de recuperación, solo pudo disputar unos pocos minutos en el Torneo Apertura 2012.
En enero de 2013 regresa al Levante en calidad de cedido hasta el final de la temporada y posteriormente regresa al Club de Fútbol Atlante al no conseguir rescindir su contrato.
Después de terminar en el Club de Fútbol Atlante recalaría en Grecia en el Asteras Tripolis Football Club consiguiendo la clasificación para la Europa League.
En 2016 tras quedar libre del Atlético Kolkata, regresa a España y firma por un año por el Club Deportivo Lealtad de Segunda División B de España.
En agosto de 2017 se hace oficial su fichaje por la Peña Sport de Tafalla, también de la Segunda División B de España.
En el Mercado de invierno de 2019 ficha por el CD Izarra de Estella.

## Selección nacional
Ha sido internacional con la Selección española sub-21 con la que participó en 2003 en la fase de clasificación para la Eurocopa Sub-21 de 2004. Con el equipo español jugó 6 encuentros en los que anotó 3 tantos. Con la Selección de fútbol de España jugó 3 encuentros, debutando en el 2006 contra la Selección de Rusia pero quedando fuera  de la convocatoria del Mundial De Alemania 2006 habiendo estado en la preselección
Al no ser convocado por la Selección de España durante mucho tiempo, decidió ser internacional con la Selección de Cabo Verde, de donde es originaria su familia y tiene un gran apego a este país al igual que a España. Fue convocado por primera vez el 4 de septiembre de 2010 para un encuentro correspondiente a la fase de clasificación de la Copa Africana de Naciones 2012 frente a la Selección de Malí. No obstante el jugador rechazó ir concentrado para poder entrenarse con su nuevo equipo el Levante. Finalmente debutó con la selección el 3 de septiembre de 2011 en el partido Mali 3-0 Cabo Verde de la misma competición.

## Clubes
| Club                | País   | Año       | Partidos | Goles |
| Real Madrid "C"     | España | 2000-2001 | -        | -     |
| Real Madrid "B"     | España | 2001-2002 | 11       | 4     |
| Real Madrid CF      | España | 2001-2002 | 50       | 8     |
| CA Osasuna          | España | 2003-2007 | 110      | 39    |
| RCD Espanyol        | España | 2007-2009 | 42       | 10    |
| Málaga CF           | España | 2009-2010 | 19       | 2     |
| Levante UD          | España | 2010-2012 | 63       | 18    |
| Atlante             | México | 2012      | 4        | 2     |
| Levante UD          | España | 2013      | 13       | 6     |
| Asteras Tripolis    | Grecia | 2014      | ?        | ?     |
| Racing de Santander | España | 2015      | 1        | 0     |
| Atlético Kolkata    | India  | 2015      | ?        | ?     |
| CD Lealtad          | España | 2016      | 19       | 1     |
| Peña Sport          | España | 2017-2018 | 33       | 6     |
| CD Izarra           | España | 2019-2020 | 16       | 1     |

## Palmarés

### Copas internacionales
| Título                | Club        | País   | Año  |
| --------------------- | ----------- | ------ | ---- |
| UEFA Champions League | Real Madrid | España | 2002 |